# Surinamische Badmintonmeisterschaft
Surinamische Badmintonmeisterschaften werden seit 1966 ausgetragen, Mannschaftsmeisterschaften schon seit 1964. Suriname ist in Südamerika neben Peru das Land mit den größten Traditionen im Badminton.

## Titelträger
| Saison    | Herreneinzel          | Dameneinzel            | Herrendoppel                                  | Damendoppel                                | Mixed                                  |
| --------- | --------------------- | ---------------------- | --------------------------------------------- | ------------------------------------------ | -------------------------------------- |
| 1966      | Romeo Ebeciljo Caster | Lilian Bendter         | Romeo Ebeciljo Caster Karel Bueno de Mesquita | Jacqueline Zwennicker Julia Gefferie       | Romeo Ebeciljo Caster Lilian Bendter   |
| 1967      | Joseph Krieger        | Annemarie Hensen-Arias | Edmund Bleau Lud Nijman                       | Jacqueline Zwennicker Julia Gefferie       | Edmund Bleau Jacqueline Zwennicker     |
| 1968      | Romeo Ebeciljo Caster | Lilian Bendter         | Romeo Ebeciljo Caster Theo Bueno de Mesquita  | Maria Ho Eline Chin Yun                    | Romeo Ebeciljo Caster Lilian Bendter   |
| 1969      | Romeo Ebeciljo Caster | Cornelly da Silva      | Romeo Ebeciljo Caster Theo Bueno de Mesquita  | Cornelly da Silva Johanna Asin             | Walter Illes Hildegard Illes           |
| 1970      | Romeo Ebeciljo Caster | Cornelly da Silva      | Romeo Ebeciljo Caster Theo Bueno de Mesquita  | Maria Ho Ingrid Kong                       | Raymond Sjauw Mook Eline Chin Yun      |
| 1971      | nicht ausgetragen     | nicht ausgetragen      | nicht ausgetragen                             | nicht ausgetragen                          | nicht ausgetragen                      |
| 1972      | Walther Illes         | Annemarie Hensen-Arias | Roel Sjauw Mook Reginald Chin Jong            | Lilian Bendter Cornelly da Silva           | Walther Illes Annemarie Hensen-Arias   |
| 1973      | Romeo Ebeciljo Caster | Cornelly da Silva      | Roel Sjauw Mook Otmar Arti Kersout            | Lilian Bendter Cornelly da Silva           | Romeo Ebeciljo Caster Lilian Bendter   |
| 1974      | Walther Illes         | Cornelly da Silva      | Raymond Sjauw Mook Emanuel Sjauw Mook         | Loes Jong A Pin Sandra Apon                | Walther Illes Jenny Willemsz           |
| 1975      | Romeo Ebeciljo Caster | Sonja Leckie           | Raymond Sjauw Mook Roel Sjauw Mook            | Sonja Leckie Joyce Henning                 | Romeo Ebeciljo Caster Sonja Leckie     |
| 1976      | Romeo Ebeciljo Caster | Sonja Leckie           | Roel Sjauw Mook Otmar Arti Kersout            | Loes Jong A Pin Kathleen Burke             | Raymond Sjauw Mook Diana Uiterloo      |
| 1977      | Romeo Ebeciljo Caster | Sonja Leckie           | Raymond Sjauw Mook Emanuel Sjauw Mook         | Sonja Leckie Diana Uiterloo                | Reginald Chin Jong Diana Uiterloo      |
| 1978      | Otmar Arti Kersout    | Sonja Leckie           | Roel Sjauw Mook Otmar Arti Kersout            | Sonja Leckie Diana Uiterloo                | Otmar Arti Kersout Sonja Leckie        |
| 1979      | Mike van Daal         | Sonja Leckie           |                                               |                                            |                                        |
| 1980      | Mike van Daal         | Cornelly Emanuelson    |                                               |                                            |                                        |
| 1981      | Mike van Daal         | Sonja Leckie           |                                               |                                            | Mike van Daal Henriette Blokland       |
| 1982      | Mike van Daal         | Olivia Wijntuin        |                                               |                                            | Mike van Daal Henriette Blokland       |
| 1983      | Mike van Daal         | Olivia Wijntuin        | Mike van Daal Clyde van Daal                  | Olivia Wijntuin Diana Uiterloo             | Mike van Daal Henriette Blokland       |
| 1984      | Mike van Daal         | Olivia Wijntuin        | Mike van Daal Clyde van Daal                  | Rinia Haynes Sherida Ramzan                | Mike van Daal Henriette Blokland       |
| 1985      | Mike van Daal         | Ivy Wongsodimedjo      | Mike van Daal Clyde van Daal                  | Tania Spreeuw Sherida Ramzan               | Mike van Daal Mireille Pawironadi      |
| 1986      | nicht ausgetragen     | nicht ausgetragen      | nicht ausgetragen                             | nicht ausgetragen                          | nicht ausgetragen                      |
| 1987      | Hedwig de la Fuente   |                        |                                               | Rinia Haynes                               | Johnny Wagiso                          |
| 1988      | Hedwig de la Fuente   | Yu Nilen               | Roel Sjauw Mook Otmar Arti Kersout            | Loes Sjauw Mook Yu Nilen                   | Reginald Chin Jong Yu Nilen            |
| 1989      | nicht ausgetragen     | nicht ausgetragen      | nicht ausgetragen                             | nicht ausgetragen                          | nicht ausgetragen                      |
| 1990      | Hedwig de la Fuente   | Rinia Haynes           | Roel Sjauw Mook Emanuel Sjauw Mook            | Diana Adams Anne Top-Watkin                | Clyde van Daal Irene Haynes            |
| 1991      | Oscar Brandon         | Rinia Haynes           | Oscar Brandon Hedwig de la Fuente             | Rinia Haynes Irene Haynes                  | Oscar Brandon Rinia Haynes             |
| 1992      | Mike van Daal         | Rinia Haynes           | Roel Sjauw Mook Emanuel Sjauw Mook            | nicht ausgetragen                          | Mike van Daal Tania Spreeuw            |
| 1993      | Oscar Brandon         | nicht ausgetragen      |                                               |                                            | Oscar Brandon                          |
| 1994      | Oscar Brandon         | Rinia Haynes           | Oscar Brandon                                 |                                            | Oscar Brandon                          |
| 1995      | Oscar Brandon         | Rinia Haynes           | Oscar Brandon                                 |                                            | Oscar Brandon                          |
| 1996      | Oscar Brandon         | Rinia Haynes           | Oscar Brandon                                 | Nathalie Haynes                            | Oscar Brandon                          |
| 1997      | Oscar Brandon         | Nathalie Haynes        | Oscar Brandon Derrick Stjeward                |                                            | Oscar Brandon Nathalie Haynes          |
| 1998      | Oscar Brandon         | Nathalie Haynes        | Oscar Brandon Derrick Stjeward                | Nathalie Haynes Irene Haynes               | Oscar Brandon Nathalie Haynes          |
| 1999      | Oscar Brandon         | Carolyn Davids         | Oscar Brandon Derrick Stjeward                | Carolyn Davids Danielle Melchiot           | Oscar Brandon Irene Haynes             |
| 2000      | Oscar Brandon         | Carolyn Davids         | Oscar Brandon Redon Coulor                    | Nathalie Haynes Danielle Melchiot          | Virgil Soeroredjo Nathalie Haynes      |
| 2001      | Oscar Brandon         | Carolyn Davids         | Mitchel Wongsodikromo Virgil Soeroredjo       | Carolyn Davids Sherita Breidel             | Oscar Brandon Nathalie Haynes          |
| 2002      | nicht ausgetragen     | nicht ausgetragen      | nicht ausgetragen                             | nicht ausgetragen                          | nicht ausgetragen                      |
| 2003      | Mitchel Wongsodikromo | Carolyn Davids         | Mitchel Wongsodikromo Virgil Soeroredjo       | Carolyn Davids Stephanie Jadi              | Mitchel Wongsodikromo Carolyn Davids   |
| 2004      | Virgil Soeroredjo     | Carolyn Davids         | Mitchel Wongsodikromo Virgil Soeroredjo       |                                            | Mitchel Wongsodikromo Carolyn Davids   |
| 2005      | Mitchel Wongsodikromo | Carolyn Davids         | Derrick Stjeward Virgil Soeroredjo            | Carolyn Davids Jill Sjauw Mook             | Mitchel Wongsodikromo Carolyn Davids   |
| 2006      | Virgil Soeroredjo     | nicht ausgetragen      | Mitchel Wongsodikromo Virgil Soeroredjo       | Nathalie Haynes Sefanja Esajas             | Virgil Soeroredjo Stephanie Jadi       |
| 2007      | nicht ausgetragen     | nicht ausgetragen      | nicht ausgetragen                             | nicht ausgetragen                          | nicht ausgetragen                      |
| 2008      | Virgil Soeroredjo     | Danielle Melchiot      | Mitchel Wongsodikromo Virgil Soeroredjo       | Irene Haynes Nathalie Haynes               | Mitchel Wongsodikromo Nathalie Haynes  |
| 2009      | Mitchel Wongsodikromo | Crystal Leefmans       | Oscar Brandon Mitchel Wongsodikromo           | Crystal Leefmans Quennie Pawirosemito      | Mitchel Wongsodikromo Nathalie Haynes  |
| 2010      | Mitchel Wongsodikromo | Crystal Leefmans       | Mitchel Wongsodikromo Redon Coulor            |                                            | Dylan Darmohoetomo Crystal Leefmans    |
| 2011      | Virgil Soeroredjo     | Danielle Melchiot      | Virgil Soeroredjo Mitchel Wongsodikromo       | Rugshaar Ishaak Santusha Ramzan            | Virgil Soeroredjo Priscille Tjitrodipo |
| 2012      | Mitchel Wongsodikromo | Crystal Leefmans       | Mitchel Wongsodikromo Redon Coulor            | Crystal Leefmans Priscille Tjitrodipo      | Mitchel Wongsodikromo Crystal Leefmans |
| 2013      | Virgil Soeroredjo     | Danielle Melchiot      | Sören Opti Virgil Soeroredjo                  | Stephanie Jadi Danielle Melchiot           | Oscar Brandon Stephanie Jadi           |
| 2014      | Virgil Soeroredjo     | Crystal Leefmans       | Redon Coulor Irfan Djabar                     | Crystal Leefmans Priscille Tjitrodipo      | Mitchel Wongsodikromo Crystal Leefmans |
| 2015      | Dylan Darmohoetomo    | Crystal Leefmans       | Dylan Darmohoetomo Gilmar Jones               | Crystal Leefmans Shemara Lindveld          | Dylan Darmohoetomo Jill Sjauw Mook     |
| 2016      | Sören Opti            | Santusha Ramzan        | Sören Opti Irfan Djabar                       | Caroline Jameson Sherifa Jameson           | Mitchel Wongsodikromo Santusha Ramzan  |
| 2017      | Sören Opti            | Santusha Ramzan        | Gilmar Jones Dylan Darmohoetomo               | Crystal Leefmans Priscille Tjitrodipo      | Gilmar Jones Priscille Tjitrodipo      |
| 2018      | Sören Opti            | Jill Sjauw Mook        | Sören Opti Oscar Brandon                      | Crystal Leefmans Priscille Tjitrodipo      | Gilmar Jones Rugshaar Ishaak           |
| 2019      | Sören Opti            | Imani Mangroe          | Mitchel Wongsodikromo Danny Chen              | Imani Mangroe Chaista Chaista Soemodipoero | Gilmar Jones Anjali Paragsingh         |
| 2020 2021 | nicht ausgetragen     | nicht ausgetragen      | nicht ausgetragen                             | nicht ausgetragen                          | nicht ausgetragen                      |
| 2022      | Sören Opti            | Chan Chan Yang         | Rivano Bisphan Dylan Darmohoetomo             | Crystal Leefmans Kayleigh Moenne           | Gilmar Jones Chan Chan Yang            |
| 2023      | Sören Opti            | nicht ausgetragen      | Sören Opti Mitchel Wongsodikromo              | Faith Sariman Sion Zeegelaar               | Rivano Bisphan Chan Chan Yang          |
| 2024      | Sören Opti            | nicht ausgetragen      | Sören Opti Mitchel Wongsodikromo              | Crystal Leefmans Chan Chan Yang            | Rivano Bisphan Sion Zeegelaar          |